# Justo Mendoza
Justo Mendoza (n. Irapuato, Guanajuato; 5 de agosto de 1831 - f. 1 de abril de 1879), licenciado mexicano.

## Biografía
Estudió en Colegio Seminario de Morelia y en el Colegio de San Nicolás, en donde se graduó como abogado.
Orador, periodista opositor al Gobierno, catedrático, juez de letras en Zitácuaro y miembro del partido liberal que expulsó a los franceses.
Secretario de Gobierno del general Carlos Salazar Ruiz formulador del proyecto constitucional del Gobierno (1858) y gobernador de Michoacán, durante cuya administración se reabrió el Colegio de San Nicolás, después de haber sido cerrado por el emperador Maximiliano finalizada la guerra de intervención.
Estableció la Inspección General de Instrucción –área dedicada a la educación- y reconstruyó el teatro "Ocampo".
Fue senador y diputado al Congreso de la Unión cuando se aprobaron las Leyes de Reforma juarista. Renunció a la gubernatura para unirse al candidato Lerdo de Tejada, como alterno, a Juárez.
Escribió Morelia en 1873. Su historia, su topografía y su estadística.